# Аблатукан
Аблатукан — село в Улётовском районе Забайкальского края России в составе сельского поселения «Аблатуйское».

## География
Село находится в северной части района на расстоянии примерно 25 километров (по прямой)  на юго-запад от села Улёты. 

## Климат
Климат характеризуется как резко континентальный с продолжительной холодной малоснежной зимой, тёплым летом и большими перепадами сезонных и суточных температур. Среднегодовая температура воздуха составляет 1,5 — 2 °С. Средняя многолетняя температура самого холодного месяца (января) составляет −24 — −22 °С (абсолютный минимум — −44 °С), температура самого тёплого (июля) — 14 — 16 °С (абсолютный максимум — 38 °С). Среднегодовое количество осадков — 300—500 мм.
Часовой пояс
Село Аблатукан находится в часовой зоне МСК+6. Смещение применяемого времени относительно UTC составляет +9:00.

## История
Официальная дата основания села 1810 год. По другим данным 1811. По местным преданиям село основано было бурятами, впоследствии стали прибывать русские ссыльные и переселенцы. В 1834 году отмечено уже 67 жителей, в 1923 846. В советское время работали колхозы «Пахарь», «Победа»,«Победа пахаря». 

## Население
Постоянное население села составляло в 2002 году 186 человек (96% русские), в 2010  134 человека .